# Lepanthes fiskei
Lepanthes fiskei är en orkidéart som beskrevs av Carlyle August Luer. Lepanthes fiskei ingår i släktet Lepanthes och familjen orkidéer. Inga underarter finns listade i Catalogue of Life.